# Lyraphora bassii
Lyraphora bassii är en skalbaggsart som beskrevs av White 1847. Lyraphora bassii ingår i släktet Lyraphora och familjen Cetoniidae. Inga underarter finns listade i Catalogue of Life.